# 新世紀エヴァンゲリオンの登場兵器一覧
この一覧は未完成です。加筆、訂正して下さる協力者を求めています。
新世紀エヴァンゲリオンの登場兵器一覧（しんせいきエヴァンゲリオンのとうじょうへいきいちらん）は、『新世紀エヴァンゲリオン』に登場する兵器の一覧である。

## 国際連合軍・戦略自衛隊・ヴィレ

### 陸上兵器
- 76式戦車（改）

テレビアニメ版および新劇場版に登場。74式戦車に120mm砲の搭載などの改修を施した物である。第3使徒（『序』では第4の使徒）サキエルの上陸阻止のため、国連軍第3師団第3戦車大隊に所属する76式戦車（改）が旧根府川付近（第1期対着上陸阻止作戦決戦地域）に展開、旧根府川第1次防衛線を構築していたが、サキエルの攻撃により全滅した。
- レオパルト2 A7/A10主力戦車

旧劇場版および新劇場版に登場。実在するレオパルト2A7とは別物。旧劇場版では茶色の車両を戦略自衛隊が保有し、EVA弐号機への攻撃に使用、新劇場版では『序』で緑色の国連軍所属車両が第4の使徒への攻撃に使用された。
- M551 試作軽戦車

旧劇場版および新劇場版に登場。6輪の装輪戦車であり、82式指揮通信車の物に類似した車体に、74式戦車の物に類似した砲塔を有している，形状はAMX-10RCに酷似している。実在する空挺戦車M551シェリダンとの関連性は不明。旧劇場版では茶色の車両を戦略自衛隊が保有、NERV本部の攻撃に使用、新劇場版では『序』で緑色の国連軍所属車両が第4の使徒への攻撃に使用されていた。
- T-80UN主力戦車

新劇場版に登場。『破』でベタニアベースに配備されており、封印から目覚めた第3の使徒を辺獄エリア内で迎撃するが突破された。『Q』においては荒廃したNERV本部の基部らしき場所に大量に放棄されている。
- 90式戦車

新劇場版に登場。『破』では第7の使徒迎撃のために、相模湾沿岸に第2方面軍所属車両が展開するが戦闘は行わなかった。また、第9の使徒に侵食されたEVA参号機を迎撃すべく、第5戦車中隊が松代付近の第18号防衛線に展開し、EVA初号機の支援砲撃を行った他、第10の使徒迎撃にも参加している。『Q』では上記のT-80UNと同様の場所に大量に放棄されている。
- 独12式自走臼砲

TVアニメ版にのみ登場するドイツ製の自走レーザー砲。形状はカール自走臼砲に酷似している。ラミエルに対し攻撃を仕掛けるも通用せず、ラミエルの加粒子砲による反撃によって蒸発した。劇中では専用の大物車に乗せられた状態でDE10重連に牽引されていたが、履帯による自走も可能な模様。
- 地対地800mm列車砲

新劇場版に登場する列車砲。第3新東京市の防衛施設の一環として列車砲陣地に配備されている。『序』での第5の使徒迎撃の際に第27および第28地対地800mm列車砲陣地が使用された。
- 大出力型第2次試作自走460mm陽電子砲

- 自走式多連装ロケット弾発射機 9A52-4

旧劇場版および新劇場版に登場。実在するロシア製の多連装ロケットランチャー。BM-30の軽量化バージョンである。旧劇場版では茶色の車両を戦略自衛隊が保有、NERV本部の攻撃に使用、新劇場版では『序』で国連軍所属の緑色の車両が第4の使徒への攻撃に使用されていた。
- 多連装ロケットシステム自走発射機 M290

テレビアニメ版、旧劇場版および新劇場版に登場。モデルとなったのはM270 MLRSで、原型車両とは運転席の形状などが異なる。テレビアニメ版および『序』では国連軍の緑色の車両が第4の使徒への攻撃に使用された。旧劇場版では茶色の車両を戦略自衛隊が保有しNERV本部の攻撃に使用するも、EVA弐号機が放り投げたウダロイ級大型対潜艦の直撃を受けて撃破された。
- 多連装ロケットシステム自走発射機 M299

新劇場版に登場。形状はM270に酷似している。『序』で国連軍所属車両が第4の使徒攻撃に使用された。
- 高機動車

旧劇場版および新劇場版に登場。旧劇場版では戦略自衛隊、新劇場版では『序』に国連軍所属車両が登場している。
- 軽装甲機動車（UN仕様）

新劇場版に登場。『序』『破』では国連軍やNERVが多数使用している。『Q』では荒廃したNERV本部のエヴァンゲリオン専用ガンケース（リニア軌道電動貨物車型）が脱線している場所に大量に放棄されている。
- J.A.（ジェットアローン）

### 航空兵器
- 近接航空支援用垂直離着陸対地攻撃機 YAGR-3B

テレビアニメ版、旧劇場版および新劇場版に登場するVTOL攻撃機。上記の名称は新劇場版において新たに設定されたもので、旧作では「UN重戦闘機」という名称だった。バリエーションとして、無人型のYAGR-6Dや、NERVの要人輸送機型であるYAGR-N101が存在する。
直線的で全幅の薄い特徴的なシルエットを持つティルトジェット機で、主翼の翼端に可動するエンジンナセルを有している。武装として主翼下にロケット弾ポッドを計4基装備しており、主に攻撃ヘリコプターのような運用をされる。
テレビアニメ版と新劇場版では灰色を基調とした塗装の機体を国連軍が保有、第305飛行中隊所属機などが使徒への攻撃や移動手段に使われている。旧劇場版では緑色を基調とした塗装の戦略自衛隊所属機がNERV本部攻撃に参加している。また、短編『evangelion:Another Impact（confidential）』で描かれた別の世界にも存在しており、暴走したエヴァ無号機を攻撃している。
- An-71MD 大型戦略重爆撃機

新劇場版に登場する6発逆ガル翼の超大型爆撃機。胴体下部に抱き抱えるようにして超大型殲滅爆弾 GBU-120/Bを搭載する。テレビアニメ版、旧劇場版にも国連軍および戦略自衛隊の所属機として同様の機体が登場するが、そちらは翼端の下がった6発高翼の機体であり、搭載している物がGBU-120/Bではなく大型ミサイルとなっている。
『序』でGBU-120/Bを用い、第4の使徒を攻撃するも効果は無かった。なお、実在する早期警戒機An-71との関連性は不明。
- F-22 ラプター

漫画版に登場。サキエル攻撃に参加した。
- Su-27K フランカーD

テレビアニメ版に登場。オーバー・ザ・レインボーに艦載されていた。飛行甲板上での弐号機とガギエルの戦闘や、あちこちに引っ張られるアンビリカルケーブルによって多数が海中に沈んだ。
- A-6 イントルーダー

テレビアニメ版に登場。オーバー・ザ・レインボーに艦載されていた。
- E-2 ホークアイ

テレビアニメ版に登場。オーバー・ザ・レインボーに艦載されていた。
- Yak-38改

テレビアニメ版に登場するVTOL戦闘機。オーバー・ザ・レインボーに艦載されており、オーバー・ザ・レインボーより加持が脱出する際に使用した。
モデルはYak-38 フォージャー。形状はオリジナルのYak-38に酷似している。
- Mil-55d 輸送用ヘリコプター

テレビアニメ版に登場する大型輸送ヘリコプター。貨物などを収容するコンテナ部を、スタブウィングと長大なテールブームの下部に抱きかかえるようにして装備している。
弐号機の非常用電源ソケットを搭載し、ミサトたちが国連軍太平洋艦隊に移動する際に使用された。モデルはCH-54A タルヘ。
- CH-21 ショーニー

新劇場版に登場。『序』ではヤシマ作戦の準備段階で輸送任務に従事しており、『破』では第9の使徒迎撃前に登場している。
- Mi-32

新劇場版に登場。トライアングルのような形状の胴体を持つ大型ヘリコプターで、三つの頂点部分それぞれにローターを有している。現実には計画のみで実用化されていない。
『序』でヤシマ作戦発動に伴い、大出力型第2次試作自走460mm陽電子砲をつくばの戦自研から分解された状態で吊り下げて空輸した。
- V-22 オスプレイ

新劇場版に登場。『序』でのヤシマ作戦の準備段階や、『破』での第8の使徒からの避難民輸送に従事した他、EVA参号機の試験が行われる松代仮設起動実験場に向かうリツコが搭乗した。『Q』予告では艦船に着艦する機体が登場している。
- 多用途機 EP-3D

新劇場版に登場。モデルとなったのはP-3 オライオン。『序』のヤシマ作戦にて2機が第6の使徒を夜間偵察した。
- N2航空爆雷投射用機動式軌道衛星

新劇場版に登場する軍事衛星。柄付手榴弾のような形状のN2航空爆雷を12基装備している。『破』で第8の使徒への攻撃に使用された。
- 再使用型多段式有人宇宙往還機（UN仕様）

新劇場版に登場するデルタ翼の再使用型宇宙往還機。『破』にてタブハベースから戻るゲンドウたちが搭乗した。
- Su-34 フルバック

新劇場版に登場。『破』で日本に空輸されるEVA弐号機を護衛していた。また、『Q』の予告ではジェラルド・R・フォード級空母に、『Q』本編においてヴィレ艦隊の空母に数機が搭載されている。
- C-1

新劇場版に登場。『破』にて第8の使徒接近に伴い、日本から退避する避難民を輸送している。
- UH-60 ブラックホーク

新劇場版に登場。『Q』でヴィレ所属機として登場し、艦隊への補給物資を運搬中にネーメジスシリーズが襲来したため、全機が第二集結ポイントへ退避する。
『シン』では第3村に寄港したクレーディトのおおすみ型輸送艦からコンテナを運搬している機体が登場。

### 海上兵器

#### アメリカ海軍
- ニミッツ級航空母艦

テレビアニメ版にCVN-75 オーバー・ザ・レインボーが登場。国連軍太平洋艦隊旗艦。世界初の量産型原子力空母。ニミッツ級8番艦CVN-75「ユナイテッド・ステイツ」を改名した名前である。
なお、実際のCVN-75「ユナイテッド・ステイツ」は起工前に「ハリー・S・トルーマン」に改名された。
対第6使徒ガギエル戦（旧伊東沖遭遇戦）に参加。飛行甲板上にて弐号機とガギエルの近距離戦闘が行われた。それにより艦載機であるSu-27K フランカーDが海中に沈んだり、破壊されたりしている。
リアクターに非常用のアンビリカルケーブルの外部電源を直結することによって、EVA弐号機に外部電源を供給した。
詳細は不明だが、劇中の台詞や描写から他に2隻のニミッツ級航空母艦が存在することが判明している。
新劇場版では『Q』本編にヴィレ艦隊所属艦が登場した。数機のSu-34 フルバックを搭載しているが、フライトデッキの大部分はヴンダー起動用のリアクターやケーブルで埋め尽くされている。
艦番号7X（ケーブルにより一桁の番号が隠れている）と77の艦艇が確認できる。
『シン』ではヤマト作戦で艦底部にシールドを装備した一隻が改8号機射出時機体保護特化改装型防御専用艦船として使用された。
特報では艦番号72の艦艇も確認できる。
- ジェラルド・R・フォード級航空母艦

新劇場版に登場。『Q』予告でSu-34とV-22を搭載した艦艇が登場。本編ではヴィレの艦隊所属艦として、艦番号78の艦艇が確認できる。
『シン』ではヤマト作戦で艦底部にシールドを装備した一隻が新2号機射出時機体保護特化改装型防御専用艦船として使用された。
特報では、ヴンダーと共にヤマト作戦に出撃していると思われる艦艇が確認できる。
- フォレスタル級航空母艦

新劇場版に登場。『Q』でヴィレの艦隊に所属している。ニミッツ級と同様に数機のSu-34 フルバックを搭載しているが、フライトデッキの大部分はヴンダー起動用のリアクターやケーブルで覆われている。艦番号62の艦艇が確認できる。
『シン』では冒頭のパリ・カチコミ完了後に補給担当艦船としてユーロネルフ施設にヴンダーから展開している。特報でも艦番号62の艦艇が確認できる。
- ミッドウェイ級航空母艦

テレビアニメ版に登場。碇ゲンドウと冬月コウゾウがロンギヌスの槍を回収するために南極に赴いた際、ロンギヌスの槍を甲板上に固定して運搬していた。
- アイオワ級戦艦

テレビアニメ版、新劇場版に登場。国連軍太平洋艦隊所属。対第6使徒ガギエル戦（旧伊東沖遭遇戦）に参加。5番艦「イリノイ」6番艦「ケンタッキー」の2隻がガギエルに向かい沈降、口内に突入し接射を行った後、自爆した。なお、この2隻は、実際には建設中止となっている。
詳細は不明だが、他に2隻の戦艦が存在することが劇中の台詞などから判明している。
1. BB-65 イリノイ
2. BB-66 ケンタッキー

新劇場版では『Q』に登場。ヴィレの艦隊に少なくとも四隻が確認できる。テレビ版と異なり、主砲塔上に配置された機銃や5インチ連装砲の数、後部甲板のカタパルトなど近代化改修される以前の装備と形状をとどめている。
『シン』では艦底部にシールドを装備した8隻が耐熱耐電磁特化改装型特定位置防御専用艦船として登場。
近代化改修前の2隻と各種ミサイル発射機やCIWSを備えた近代化改修後の艦6隻の合計8隻で構成されている。
ヴンダーからの操演により警戒、防御、陽動に使用される。
特報ではヴンダーと共にヤマト作戦に出撃していると思われる艦艇が数隻確認できる。
- タイコンデロガ級ミサイル巡洋艦

テレビアニメ版、新劇場版に登場。国連軍太平洋艦隊所属。対第6使徒ガギエル戦（旧伊東沖遭遇戦）に参加。
新劇場版では、『Q』にてヴィレの艦隊に所属しているのが確認できる。
- アーレイ・バーク級ミサイル駆逐艦

テレビアニメ版、新劇場版に登場。国連軍太平洋艦隊所属。対第6使徒ガギエル戦（旧伊東沖遭遇戦）に参加。
新劇場版では、『Q』にヴィレ艦隊所属艦が登場。ヴンダー起動時の浮遊する艦船の中に艦番号104の艦艇が確認できる。
『シン』ではヤマト作戦時にN2爆弾搭載型宙対宙艦船流用式誘導弾として2隻が使用されネルフ本部を破壊する。
- オハイオ級原子力潜水艦

新劇場版『Q』に登場。ヴィレの艦隊に数隻が確認できる。
- シーウルフ級原子力潜水艦

新劇場版『Q』に登場。ヴィレ所属艦が登場。ヴンダー発進時に姿を確認できる。

#### 日本（帝国海軍・海上自衛隊）
- 大和型戦艦

新劇場版に砲塔のみが登場。『序』において46cm砲および15.5cm副砲が元箱根児童公園 第3砲台 （艦載砲塔転用）として使用されている。
エヴァンゲリオンANIMAでは、戦略自衛隊所属の「護衛艦やまと」として登場。
第二次世界大戦後、護衛艦として復役し数度の改装を受け、主機などもディーゼルエンジンに換装されていたが、その後は敗戦モニュメントと化していた。
ANIMA作中では、ミサト率いるネルフJPNの協力を受け、主機がN2リアクターに換装され、関東湾内にて公試（運転試験）を行なっていた。
作中の地の文によれば、一種のシェルターとしても機能するという。
同型艦である武蔵、信濃については不明。
ヨモツヒラサカ新島(以下、ヨモツ新島)に出現したアルマロスに対し艦砲射撃を実施。ネルフJPNの支援を担ったが、その後のヨモツ新島の地殻変動に巻き込まれ座礁。
最終的には、ヨモツ新島が箱根外輪山へ乗り上げた際の衝撃で艦首から芦ノ湖に滑落した。
- こんごう型ミサイル護衛艦

テレビアニメ版、新劇場版に登場。アニメ版では同級数隻が国連軍太平洋艦隊に所属し、対第6使徒ガギエル戦（旧伊東沖遭遇戦）に参加。何隻かがEVA弐号機に艦橋を踏み台にされた。作戦予想図ではDDG-173 こんごうが参加していることが確認できる。また、ロンギヌスの槍を回収しに向かった艦隊の中にもこんごう型が確認されている。
新劇場版では『破』『Q』『シン』に登場。
『破』では第2方面軍の艦番号143、210をはじめとする複数の艦艇が相模湾沖で第7の使徒と交戦するも一方的に撃沈された。
『Q』ではヴィレの艦隊がネーメズィスシリーズの襲撃を受け波にあおられているシーンで、艦番号173の艦艇が登場。エンドロールでは取材協力に『護衛艦こんごう』と個別に紹介されている。
『シン』ではヤマト作戦時にN2爆弾搭載型宙対宙艦船流用式誘導弾として4隻が使用されネルフ本部を破壊する。
- はたかぜ型ミサイル護衛艦

テレビアニメ版に登場。国連軍太平洋艦隊所属。対第6使徒ガギエル戦（旧伊東沖遭遇戦）に参加。少なくとも1隻がガギエルの攻撃を受けて破壊されている。
- たちかぜ型ミサイル護衛艦

テレビアニメ版に登場。国連軍太平洋艦隊所属。対第6使徒ガギエル戦（旧伊東沖遭遇戦）に参加。ガギエルに対し対潜攻撃を行うも効果が無く、何隻かが攻撃を受け破壊される。また、ロンギヌスの槍を回収しに向かった艦隊の中にも確認されているほか、ジオフロント内の地底湖にも少なくとも1隻が停泊している。
新劇場版では『序』にて旧根府川第1次防衛線に一隻が配備されているが、ターター発射機の場所に5インチ砲が配置されているなど、同型をモデルにした架空艦の可能性もある。
- はつゆき型護衛艦

新劇場版に登場。『序』にて第4の使徒迎撃のために旧根府川第1次防衛線に一隻が配備されているが、アスロック発射機が無く後部のヘリ格納庫が省かれているなど、同型をモデルにした架空艦の可能性もある。
『破』では同様の艦艇が第7の使徒と相模湾沖で交戦している。
- あさぎり型護衛艦

テレビアニメ版に登場。国連軍太平洋艦隊所属。対第6使徒ガギエル戦（旧伊東沖遭遇戦）に参加。作中ではフリゲートに分類されており、自沈したイリノイとケンタッキーの乗員を回収した。
- しらね型ヘリコプター搭載護衛艦

新劇場版に登場。『Q』にてヴィレの艦隊の所属艦として登場し、ネーメズィスシリーズの襲撃を受けて艦番号143の艦艇が破壊される。なお、劇中では巡洋艦と呼称されている。また、艦隊の中には艦番号326の艦も登場している。
『シン』ではヤマト作戦時にN2爆弾搭載型宙対宙艦船流用式誘導弾として2隻が使用され、ネルフ本部を破壊する。
- ひゅうが型護衛艦

新劇場版に登場。『Q』でヴィレの所属艦として登場する。同型艦が3隻以上存在している。
- おおすみ型輸送艦

新劇場版に登場。『破』で第8の使徒接近に伴い日本から退避する艦隊の中に登場。そのうちの一隻は艦尾に『ちた』と書かれている。また、艦尾に本来存在しないひゅうが型のようなキャットウォークを備えた艦も確認できる。
『シン』ではクレーディトの空中輸送艦として運用されている1隻が登場。第3村に寄港したヴンダーとの間で物資輸送や人員連絡に使われている。

#### ロシア海軍
- アドミラル・クズネツォフ級重航空巡洋艦

アドミラル・クズネツォフ
テレビアニメ版、新劇場版に登場。国連軍太平洋艦隊所属。対第6使徒ガギエル戦（旧伊東沖遭遇戦）に参加。
新劇場版では、『Q』にヴィレ所属艦艇として登場。劇中では発進するヴンダーの艦首付近でスラヴァ級ミサイル巡洋艦やアーレイ・バーク級ミサイル駆逐艦と共に浮上している。
- キエフ級重航空巡洋艦

CV-010 ノヴォロシースク（CV-010は劇中独自の艦番）
テレビアニメ版に登場。国連軍太平洋艦隊所属。対第6使徒ガギエル戦（旧伊東沖遭遇戦）に参加。
- キーロフ級重原子力ミサイル巡洋艦

CGN-021 キーロフ（CGN-021は劇中独自の艦番）
テレビアニメ版に登場。国連軍太平洋艦隊所属。対第6使徒ガギエル戦（旧伊東沖遭遇戦）に参加。作戦予想図にのみ登場している。
- スラヴァ級ミサイル巡洋艦

新劇場版にて登場。『Q』でヴィレ所属艦艇として登場する。劇中ではヴンダー発進時にアドミラル・クズネツォフと共に浮上している。
『シン』ではヤマト作戦時にN2爆弾搭載型宙対宙艦船流用式誘導弾として1隻が使用されネルフ本部を破壊する。
- ウダロイ級大型対潜艦

テレビアニメ版、新劇場版に登場。ウダロイ級ウダロイが国連軍太平洋艦隊に所属しており、対第6使徒ガギエル戦（旧伊東沖遭遇戦）に参加した。
また、第14使徒ゼルエルがジオフロント内に侵入してきた際に地底湖に停泊しているのが確認されている他、旧劇場版ではジオフロント内に侵攻してきた戦略自衛隊に対して、弐号機が放り投げている。
新劇場版では、『Q』にてヴィレの艦隊に所属しているのが確認できる。
『シン』ではヤマト作戦時にN2爆弾搭載型宙対宙艦船流用式誘導弾として1隻が使用されネルフ本部を破壊する。
- ソヴレメンヌイ級駆逐艦

新劇場版に登場。『Q』においてヴンダー発進時に艦番号610の艦が登場する。
『シン』ではヤマト作戦時にN2爆弾搭載型宙対宙艦船流用式誘導弾として2隻が使用されネルフ本部を破壊する。

#### その他
- 輸送艦 オセロー

テレビアニメ版に登場。国連軍太平洋艦隊の護衛を受け、EVA弐号機を輸送していた。弐号機が起動、オセローから飛び立った瞬間にガギエルの攻撃を受け破壊される。
- 重巡洋艦

テレビアニメ版に登場。詳細は不明。劇中には艦橋のみが登場した。通常の現代艦艇と同様の艦橋の上部に、さらに宇宙戦艦ヤマトの艦長室のような構造物が設けられている。
碇ゲンドウと冬月コウゾウが、ロンギヌスの槍を回収するために南極に赴いた際に乗艦していた。
- 使徒封印用呪詛柱輸送艦

新劇場版に登場。架空艦で『Q』にてヴィレ艦隊の所属艦として登場している。ひゅうが型護衛艦の艦橋が省かれたような外観をしており、使徒封印用呪詛柱を甲板に搭載している。ネーメジスシリーズ襲来時に、艦番号WE-03の艦艇が転覆した。
- DSRV

新劇場版に登場。深海救難艇を耐L結界用に改造したDCLV（大深度コア着陸船）イーグルとして運用されている。『シン』アバンタイトルにてリツコたちがユーロNERV第1号封印柱へ降下する際に使用された。
本来の水中運用ではないためか、月着陸船のような脚部が取り付けられている。

## 特務機関NERV

### 陸上兵器
- 汎用人型決戦兵器 人造人間エヴァンゲリオン

- 14式大型移動指揮車

テレビアニメ版に登場する移動指揮車。6輪の装輪車両で、前線での簡易司令室として運用される。車体前部がEVAパイロットの待機・更衣室となる機材室、後部がスーパーコンピューターやモニターなどの指揮通信設備を有した司令室となっている。また、上部にはアンテナを有している。司令室内はかなり広く、オペレーター3名が着席した状態でミサトらが立ち回ることができた。
新劇場版では「14式移動現場指揮通信車」という名称で登場。デザインがリメイクされており、車体が小柄になった他、運転席の形状も変更された。また、搭乗するオペレーターも5名に変更されている。
劇中ではミサトたちがコントロール1号車に乗り込み、ヤシマ作戦などの指揮を執るのに利用した。
- 14式大型架橋自走車

テレビアニメ版に登場する装軌式の大型架橋車両。元々は渡河作業の際の架橋工事用に開発された物で、上部に大型のクレーンを装備している。作業時には車体に備えられた固定スタンドと超硬杭で車体を固定する。また、クレーン部にはレーザー砲を装備することも可能。
劇中ではA-17（使徒捕獲作戦）の際に浅間山火口に投入され、クレーンを用いてEVA弐号機をマグマの中に投下した。
- 12式小型牽引車

新劇場版に登場する牽引車。縦長の長方形の車体を持ち、車体上部にパトライトを有している。『序』で大出力型第2次試作自走460mm陽電子砲の組み立てに使用された。
- APCV-A2 全面防弾輸送車（改）

新劇場版に登場する装甲兵員輸送車。軽装甲機動車より一回り大型の4輪の装輪装甲車で、ヤシマ作戦などの様々な場面で軽装甲機動車と共にモブとして登場している。ATF ディンゴに酷似した車両。
- LM-133 エヴァンゲリオン輸送専用リニア軌道電動貨物車

新劇場版に登場する貨物電車。専用の複々線軌道を走行する巨大車両で、EVAを仰向けに寝かせて輸送する。通称「エヴァ電車」。

### 航空・宇宙兵器
- 無人偵察機UAV P-0555 ブラック・スター（NERV仕様）

新劇場版に登場するUAV。プロペラエンジン1基を持つ推進式の三胴機で、『序』にて形象崩壊した第4の使徒の爆心地を偵察した。
- 大重量貨物輸送機（エヴァンゲリオン空輸専用） U4002-01

新劇場版に登場するEVA専用輸送機。超大型の全翼機で、機体中央（胴体部分にあたる）にEVAを収容したコンテナを吊り下げ、空中でそれを切り離して降下させる。
劇中ではNERV EU所属の機体が登場。『破』でSu-34 フルバックに護衛され、弐号機を日本まで空輸してきた。
テレビアニメ版にも同様の用途を持つ全翼機が登場しているが、デザインとEVAの搭載方式が異なり、胴体中央の格納庫からアームを介してEVAを機体後方へ引き出した後に降下させる。また、旧劇場版にはEVA量産機を空輸する準同型機も登場しており、こちらは量産機を胴体下部に半分埋没した状態で空輸し、そのまま空中で切り離している。
- 軍用超大型垂直離着陸長距離輸送機（エヴァンゲリオン空輸専用） AnG-78LL-M-01

新劇場版に登場するVTOL輸送機。長大な主翼を持つ12発の大型機で、十字架型の拘束台に拘束されたEVAをワイヤーで吊り下げて空輸する。テレビアニメ版にも同様の役割を持つ機体が登場するが、デザインの異なる全翼機となっている。
劇中ではNERV USA所属機が登場。『破』にて参号機をアメリカから日本まで空輸した。
- A-40多目的水陸両用飛行艇（NERV仕犠）

新劇場版に登場する小型飛行艇。『破』で加地がベタニアベースから脱出する際に搭乗した。
- 月往還有人着陸船（地中資源探査型）

新劇場版に登場する有人宇宙船。球形のコックピット部とエンジン部を細長い居住ブロックで繋いだ船体構造を持ち、コックピット部とエンジン部の付け根付近に着陸脚が設置されている。形状は特撮テレビドラマ『スペース1999』に登場した宇宙船「イーグルトランスポーター」に酷似している。
『破』でタブハベースに向かうゲンドウたちが搭乗した。
- 低重力作業用有人牽引船（NERV仕様）

新劇場版に登場する有人宇宙船。『破』にてタブハベースでMark.06の建造作業に従事している。

### 海上兵器
- SKM-28輸送型エクラノプラン（表面効果翼艇） CASP-E1971 NERV仕様

新劇場版に登場したエクラノプラン。『序』で第4の使徒の爆心地の調査に向かうミサトたちが搭乗した。
- 監視司令艦 ウラル2世

新劇場版に登場したウラル級情報収集艦。『破』に登場。艦内にベタニアベースの使徒保管統一管理指揮所が設置されている。

## その他
- AAA ヴンダー